# 부나비는 황혼이 슬프다
"부나비는 황혼이 슬프다"는 1985년에 개봉한 대한민국의 영화이다.

## 캐스팅
- 오수비 : 현숙 역
- 유동근 : 천둥이 역
- 김만 : 만식 역
- 신지은
- 남포동
- 최종원
- 김애경
- 김하림
- 강지원
- 김희태
- 이백
- 최성관
- 유장일
- 김진선
- 이석구
- 최효양
- 선우증단
- 김지영
- 김경태
- 이상준